# Puelia ciliata
Puelia ciliata är en gräsart som beskrevs av Adrien René Franchet. Puelia ciliata ingår i släktet Puelia och familjen gräs. Inga underarter finns listade i Catalogue of Life.